# Kenny Stills
Pour les articles homonymes, voir Stills.
(en) Statistiques sur pro-football-reference
Kenneth Lee Stills, Jr., dit Kenny Stills, né le 22 avril 1992 à Eden Prairie, est un joueur américain de football américain.
Ce wide receiver joue pour les Saints de La Nouvelle-Orléans en National Football League (NFL). Auparavant, il a joué pour les Saints de La Nouvelle-Orléans (2013-2014), les Dolphins de Miami (2015-2018), les Texans de Houston (2019-2020) et les Bills de Buffalo (play-offs de la saison 2020).
Son père, Ken Stills, a joué dans la NFL en tant que safety.

## Biographie

### Carrière universitaire
Étudiant à l'Université de l'Oklahoma, il a joué pour l'équipe des Sooners de 2010 à 2012.

### Carrière professionnelle
Il est sélectionné par les Saints de La Nouvelle-Orléans au cinquième tour, en 144e position, lors de la draft 2013 de la NFL.
Après deux saisons avec les Saints, il est échangé en mars 2015 aux Dolphins de Miami contre Dannell Ellerbe et une sélection de troisième tour pour la draft de 2015.
Peu avant le début de la saison 2019, il est échangé aux Texans de Houston avec Laremy Tunsil et deux sélections de draft contre Julién Davenport, Johnson Bademosi et trois sélections de draft, dont deux sélections de premier tour pour 2020 et 2021.
Le 4 janvier 2021, il signe chez les Bills de Buffalo et intègre leur practice squad. Il intègre l'équipe le 23 janvier 2021 et joue la finale AFC jouée contre les Chiefs de Kansas City mais est reversé dans l'équipe d'entraînement après ce match.
Stills est de nouveau engagé par les Saints le 15 septembre 2021 pour intégrer leur équipe d'entraînement (practice squad.

## Statistiques
| Année              | Équipe                        | MJ  |     | Passes réceptionnées | Passes réceptionnées | Passes réceptionnées | Passes réceptionnées |       | Courses | Courses | Courses | Courses |  | Fumbles | Fumbles |
| Année              | Équipe                        | MJ  | Nb. | Yards                | Moy.                 | TD                   | Nb.                  | Yards | Moy.    | TD      | Nb.     | Perdus  |  |         |         |
| 2013               | Saints de La Nouvelle-Orléans | 16  | 32  | 641                  | 20                   | 5                    | 3                    | 10    | 3,3     | 0       | 0       | 0       |  |         |         |
| 2014               | Saints de La Nouvelle-Orléans | 15  | 63  | 931                  | 14,8                 | 3                    | 1                    | -2    | -2      | 0       | 1       | 0       |  |         |         |
| 2015               | Dolphins de Miami             | 16  | 27  | 440                  | 16,3                 | 3                    | -                    | -     | -       | -       | 0       | 0       |  |         |         |
| 2016               | Dolphins de Miami             | 16  | 42  | 726                  | 17,3                 | 9                    | -                    | -     | -       | -       | 0       | 0       |  |         |         |
| 2017               | Dolphins de Miami             | 16  | 58  | 847                  | 14,6                 | 6                    | -                    | -     | -       | -       | 4       | 2       |  |         |         |
| 2018               | Dolphins de Miami             | 15  | 37  | 553                  | 14,9                 | 6                    | -                    | -     | -       | -       | 1       | 0       |  |         |         |
| 2019               | Texans de Houston             | 13  | 40  | 561                  | 14                   | 4                    | -                    | -     | -       | -       | 0       | 0       |  |         |         |
| 2020               | Texans de Houston             | 10  | 11  | 144                  | 13,1                 | 1                    | -                    | -     | -       | -       | 0       | 0       |  |         |         |
| Totaux en carrière | Totaux en carrière            | 117 | 310 | 4 843                | 15,6                 | 37                   | 4                    | 8     | 2       | 0       | 6       | 2       |  |         |         |

| Année              | Équipe                        | MJ |                             | Passes réceptionnées        | Passes réceptionnées        | Passes réceptionnées        | Passes réceptionnées |                   | Courses           | Courses           | Courses      | Courses      |  | Fumbles | Fumbles |
| Année              | Équipe                        | MJ | Nb.                         | Yards                       | Moy.                        | TD                          | Nb.                  | Yards             | Moy.              | TD                | Nb.          | Perdus       |  |         |         |
| 2013               | Saints de La Nouvelle-Orléans | 2  | 3                           | 35                          | 11,7                        | 0                           | 1                    | 1                 | 1                 | 0                 | 0            | 0            |  |         |         |
| 2016               | Dolphins de Miami             | 1  | 5                           | 82                          | 16,4                        | 0                           | -                    | -                 | -                 | -                 | 0            | 0            |  |         |         |
| 2019               | Texans de Houston             | 2  | 7                           | 126                         | 18,0                        | 1                           | -                    | -                 | -                 | -                 | 0            | 0            |  |         |         |
| 2020               | Bills de Buffalo              | 1  | N'a pas participé à un snap | N'a pas participé à un snap | N'a pas participé à un snap | N'a pas participé à un snap | lors de ce match.    | lors de ce match. | lors de ce match. | lors de ce match. | (finale AFC) | (finale AFC) |  |         |         |
| Totaux en carrière | Totaux en carrière            | 5  | 15                          | 243                         | 16,2                        | 1                           | 1                    | 1                 | 1                 | 0                 | 0            | 0            |  |         |         |